# علف عقربک (سرده)
علف عقربک (نام علمی: Paronychia)، نام یک سرده از تیره میخکیان است، با بیش از ۱۱۰ گونه در سراسر جهان که عمدتا از آمریکای شمالی گرمسیر، اوراسیا، آمریکای جنوبی و آفریقا می‌باشد. آنها گیاهانی با طول عمر یک ساله یا دو ساله یا چند ساله هستند. بعضی از گونه‌ها پایه چوبی دارند. در بیشتر قسمت‌ها آنها گل‌های کوچک، به رنگ سفید تا زرد سفید دارند که غالباً در برگک‌های جفت شده پنهان می‌شوند.
تیره Siphonychia توسط گیاه‌شناسان در علف عقربک گنجانده شده است.
نام‌های رایج برخی از گونه‌ها شامل گیاهان دانه قناری، ناخن‌گیاه، و گیاه عقربک انگشت است. نام این جنس از بیماری ناخن‌های انگشت گرفته شده است که زمانی تصور می‌شد آن را درمان می‌کند. شفادهندگان سنتی در عصر مدرن از گونه‌های این تیره برای درمان سنگ کلیه استفاده می‌کنند.

## گونه‌های منتخب
- Paronychia ahartii – Ahart's nailwort
- Paronychia argentea – Algerian tea[۲]
- Paronychia argyrocoma – Silvery nailwort[۳]
- Paronychia canadensis – smooth-forked nailwort
- Paronychia chartacea – paper nailwort
- Paronychia drummondii – Drummond's nailwort
- Paronychia fastigiata – hairy-forked nailwort
- Paronychia franciscana – San Francisco nailwort
- Paronychia jamesii – James' nailwort
- Paronychia palaestina[۴]
- Paronychia rugelii – Rugel's nailwort
- Paronychia sessiliflora – creeping nailwort
- Paronychia virginica – Virginia nailwort or Yellow nailwort[۵]